# Як бути дуже, дуже популярним
Як бути дуже, дуже популярним (англ. How to Be Very, Very Popular) — американська кінокомедія режисера Наннеллі Джонсона 1955 року.

## Сюжет
Бурхливе Торнадо і Кучерява Флегг дві актриси з кабаре в Сан-Франциско, які стають свідками вбивства одного зі своїх товаришів виконавців і можуть ідентифікувати вбивцю. Не бажаючи втручатися в хід розслідування, дівчата покидають сцену і ховаються в бристольському коледжі, видаючи себе за хлопців. Проте потреба в увазі вимушує дівчаток виділитися в їх сценічних костюмах, а потім починаються проблеми.

## У ролях
- Бетті Грейбл — Бурхливе Торнадо
- Шері Норт — Кучерява Флегг
- Роберт Каммінгс — Філлмор «Ведж» Веджвуд
- Чарльз Коберн — доктор Твід
- Томмі Нунан — Едді Джонс
- Орсон Бін — Тобі Маршалл
- Фред Кларк — Б. Дж. Маршалл
- Шарлотта Остін — Мідж
- Еліс Пірс — міс «Сіл» Сільвестр
- Різ Вільямс — Седрік Флегг